# NXP LPC
Az LPC (Low Pin Count) egy 32 bites mikrovezérlőket tartalmazó integrált áramkörcsalád az NXP Semiconductorstól (korábban Philips Semiconductors). Az LPC csipek rokon sorozatokba vannak csoportosítva, amelyek ugyanazon 32 bites ARM processzormag köré épülnek, mint például Cortex-M4F, Cortex-M3, Cortex-M0+, vagy Cortex-M0. A „Low Pin Count” (alacsony csatlakozószám) elnevezés a korábbi 8-bites mikrovezérlőkhöz viszonyított egyszerűbb csomagolására utal. Minden LPC csip az alapvető processzormagon kívül tartalmaz statikus RAM memóriát, beágyazott flashmemóriát, hibakeresési (debug) interfészt és különböző perifériákat. A legkorábbi LPC sorozat az Intel 8 bites 80C51 magján alapult. 2011 februárjára az NXP több mint egymilliárd Arm processzor-alapú csipet szállított.

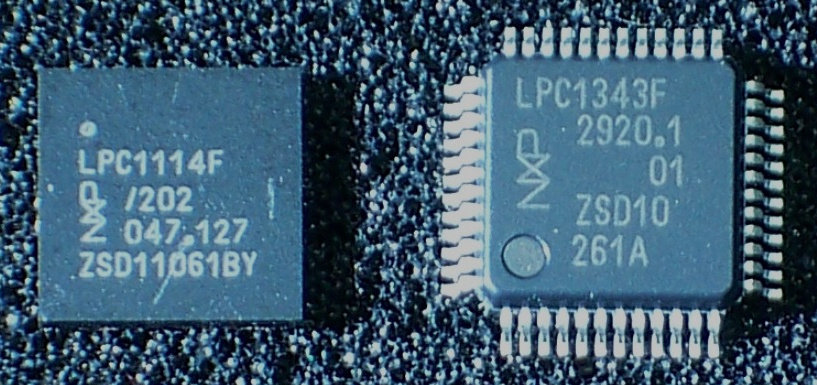
NXP LPC1114 33 tűs HVQFN tokozásban és LPC1343 48 tűs LQFP tokozásban

## Áttekintés
Az összes újabb LPC család ARM magokon alapul, amelyeket az NXP Semiconductors licencel az Arm Holdingstól, majd saját perifériákat ad hozzá, mielőtt a tervezést szilíciumlapkává alakítja. Az NXP az egyetlen gyártó, amely ARM Cortex-M magokat dual in-line tokozásban szállít: például az LPC810 (0,3 inch széles) DIP8-ba, az LPC1114 pedig (0,6 inch széles) DIP28 tokozásba kerül. Az alábbi táblázatokban az NXP LPC mikrovezérlő családok összegzése látható.
| NXP sorozat             | ARM CPU mag             |
| ----------------------- | ----------------------- |
| LPC4300                 | Cortex-M4F és Cortex-M0 |
| LPC54000 LPC4000        | Cortex-M4F              |
| LPC1800 LPC1700 LPC1300 | Cortex-M3               |
| LPC1200 LPC1100         | Cortex-M0               |
| LPC1100 LPC800          | Cortex-M0+              |

| NXP sorozat     | ARM CPU mag |
| --------------- | ----------- |
| LPC3200 LPC3100 | ARM926EJ-S  |
| LPC2900         | ARM968E-S   |

| NXP sorozat                     | ARM CPU mag |
| ------------------------------- | ----------- |
| LPC2400 LPC2300 LPC2200 LPC2100 | ARM7TDMI-S  |

| NXP sorozat   | CPU Mag |
| ------------- | ------- |
| LPC900 LPC700 | 80C51   |

## Történet
- 1982-ben a Philips Semiconductors feltalálta az I²C-buszt, és jelenleg az I²C megoldások vezető szállítója a világon.[11]
- 2005 januárjában a Philips Semiconductors piacra dobta a PNX4008 'Nexperia™ mobil multimédiás processzort', amely egy ARM9 processzort és az Imagination Technologies PowerVR MBX grafikus IP magját tartalmazza.
- 2005 februárjában a Philips Semiconductors bejelenti az LPC3000 ARM9-es sorozatot, ami a Nexperia platformon alapul.[12]
- 2006 szeptemberében a Philips Semiconductors egy magántőkebefektető konzorciumba került és nevét NXP-re változtatta.[1] A leválasztás részeként az NXP megszerezte (felvásárolta) a régebbi Philips LPC mikrovezérlő családokat.
- 2006 szeptemberében az NXP bejelentette az LPC2300 és LPC2400 ARM7-alapú sorozatot.[13]
- 2007 szeptemberében az NXP bejelentette az LPC2900 sorozatot.[14]
- 2008 februárjában az NXP közölte, hogy ARM Cortex-M3 magot licencel az Arm Holdingstól.[15]
- 2008 márciusában az NXP bejelentette az LPC3200 ARM9-alapú sorozatot.[16]
- 2008 októberében az NXP bejelentette az LPC1700 sorozatot.[17]
- 2009 februárjában az NXP bejelentette az ARM Cortex-M0 mag licencelését az ARM Holdings-tól.[18]
- 2009 májusában az NXP bejelentette az LPC1300 sorozatot.[19]
- 2010 januárjában az NXP megjelentette az LPCXpresso eszközláncot (toolchain) az NXP ARM processzorokra történő programfejlesztés elősegítésére.[20]
- 2010 februárjában az NXP bejelentette az ARM Cortex-M4F mag licencelését az ARM Holdings-tól.[21]
- 2010 áprilisában az NXP bejelentette az LPC1102-t, a világ legkisebb ARM mikrovezérlőjét, amelynek mérete 2,17 × 2,32 mm.[22]
- 2010 szeptemberében az NXP bejelentette az LPC1800 sorozatot.[23]
- 2011 februárjában az NXP bejelentette az LPC1200 sorozatot.[24]
- 2011 áprilisában az NXP bejelentette az USB-vel rendelkező LPC11U00 sorozatot.[25]
- 2011 szeptemberében az NXP bejelentette az LPC11D00 sorozatot, amely egy LCD vezérlővel rendelkezik.[26]
- 2011 decemberében az NXP bejelentette az LPC4300 sorozatot, az első kétmagos csipet a sorozatban, ARM Cortex-M4F és ARM Cortex-M0 magokkal.[27]
- 2012 februárjában az NXP bejelentette az LPC1100LV sorozatot, amely kettős tápfeszültséget alkalmaz, ami lehetővé teszi mind az 1,8 V-os, mind a 3,3 V-os perifériák csatlakoztatását.[28]
- 2012 márciusában az NXP bejelentette az extra alacsony fogyasztású LPC1100XL sorozatot és az EEPROM-mal rendelkező LPC11E00 sorozatot.[29]
- 2012 márciusában az NXP bejelentette az ARM Cortex-M0+ mag licencelését az ARM Holdings-tól.[30]
- 2012 márciusában az NXP bevezette „hosszú élettartam programját”, amely a egyes kiválasztott ARM-családok IC-csipjeinek elérhetőségét kínálja 10 vagy több évre.[31]
- 2012 márciusában az NXP bejelentette a rugalmas analóg alrendszerrel ellátott LPC11A00 sorozatot.[32]
- 2012 áprilisában az NXP bejelentette az LPC11C00 sorozatot CAN buszvezérlővel.[33]
- 2012 szeptemberében az NXP bejelentette az ARM Cortex-M4F-en alapuló LPC4000 sorozatot.[34]
- 2012 novemberében az NXP bejelentette az ARM Cortex-M0+ magon alapuló LPC800 sorozatot, és az első ARM Cortex-M magot DIP8 tokozásban (a DIP8 tokozás példája a 555-ös IC).[35]
- 2013 áprilisában az NXP bejelentette az LPC-Link 2 JTAG / SWD debug adaptert. Több firmware verzió is elérhető a népszerű debug / hibakereső adapterek emulálására.[36][37]
- 2013 májusában az NXP bejelentette, hogy felvásárolta a Code Red Technologies-t, egy beágyazott szoftverfejlesztő eszközöket, például az LPCXpresso IDE-t és Red Suite-ot szállító céget.[38][39]
- 2013 októberében az NXP bejelentette az LPC4370 mikrovezérlőt.[40]
- 2013 decemberében az NXP bejelentette az LPC11E37H és LPC11U37H mikrovezérlőket.[41]
- 2017 januárjában az NXP bejelentette az LPC54000 MCU sorozatot és ezzel együtt az LPC800 sorozat frissítését.[42]

## LPC4000 sorozat

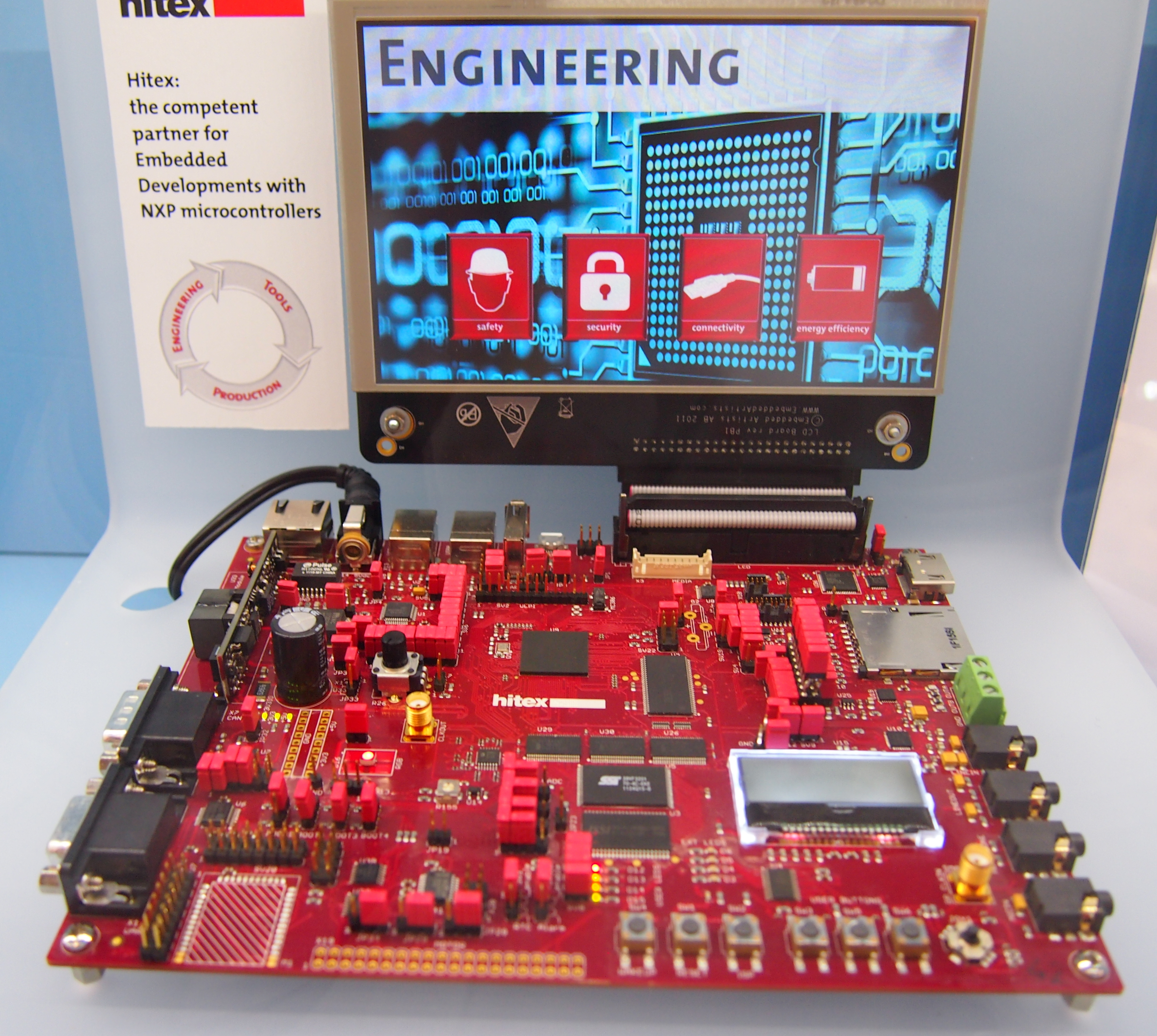
LPC 4330-alapú fejlesztőkártya a német Hitex gyártótól

Az LPC4xxx sorozat az ARM Cortex-M4F magon alapul.

### LPC4300
Az LPC4300 sorozat két vagy három ARM-maggal rendelkezik, egy ARM Cortex-M4F-fel és egy vagy két ARM Cortex-M0-val. Az LPC4350 csipek kivezetéskompatibilisek az LPC1850 csipekkel. Az LPC4330-Xplorer fejlesztőkártya beszerezhető az NXP-től. A sorozat főbb jellemzői:
- Mag:
  - ARM Cortex-M4F és egy vagy két ARM Cortex-M0 mag, 204 MHz-es maximális órajelen.
  - A debug interfész JTAG vagy SWD (SWO „Serial Trace” soros nyomkövetéssel), nyolc törésponttal és négy figyelőponttal. A JTAG mindkét magot, az SWD csak a Cortex-M4F magot támogatja.
- Memória:
  - Statikus RAM méretek: 104 / 136 / 168 / 200 / 264 KiB.
  - Flashmemória méretek 0 / 512 / 768 / 1024 KiB.
  - EEPROM méret: 16 KiB.
  - ROM méret: 64 KiB, ez tartalmaz bootloadert, opcionális indítással a következőkről: USART0 / USART3, USB0 / USB1, SPI flash, négyszeres SPI flash, külső 8 / 16 / 32 bites NOR flash. A ROM tartalmaz egy API-t is a rendszeren belüli programozás, alkalmazáson belül programozás, OTP programozás támogatásával, és USB eszközköteget (stack) a HID / MSC / DFU számára.
  - OTP mérete 64 bit.
  - Minden csip gyárilag programozott 128 bites egyedi eszközazonosító számmal rendelkezik.
- Perifériák:
  - négy UART, két I²C soros sín, egy SPI sín, két CAN sín, nincs / egy / két nagy sebességű USB 2.0 hoszt/eszközvezérlő (egy OTG-re képes), nincs vagy egy Ethernet vezérlő, nincs vagy egy LCD vezérlő, SDRAM interfész, és egyebek.
- oszcillátorok: opcionális külső 1–25 MHz-es kristály vagy oszcillátor, külső 32,768 kHz kristály az RTC-hez, belső 12 MHz-es oszcillátor, és három belső PLL a CPU / USB / Audio számára.
- IC tokozás: LQFP100, TFBGA100, LQFP144, TFBGA180, LQFP208, LBGA256.
- működési feszültségtartománya 2,2–3,6 volt

### LPC4000
Az LPC4000 sorozat egyetlen ARM Cortex-M4F processzormagon alapul. Az LPC408x csipek kivezetéskompatibilisek az LPC178x csipekkel. A sorozat összefoglalója:
- Mag:
  - ARM Cortex-M4F mag maximálisan 120 MHz órajellel.
  - A debug interfész JTAG vagy SWD (SWO „Serial Trace” soros nyomkövetéssel), nyolc törésponttal és négy figyelőponttal.
- Memória:
  - Statikus RAM méret: 24 / 40 / 80 / 96 KiB
  - Flashmemória méret: 64 / 128 / 256 / 512 KiB
  - EEPROM méret: 2 / 4 KiB
  - ROM bootloader
  - Minden csip gyárilag programozott 128 bites egyedi eszközazonosító számmal rendelkezik.
- Perifériák:
  - négy vagy öt UART, három I²C soros sín, egy nagy sebességű USB 2.0 eszközvezérlő vagy hoszt / eszköz / OTG vezérlő, nincs vagy egy Ethernet vezérlő, nincs vagy egy LCD vezérlő, és egyebek.
- oszcillátorok: opcionális külső 1–25 MHz-es kristály vagy oszcillátor, külső 32,768 kHz-es kristály az RTC-hez, belső 12 MHz-es oszcillátor, és két belső PLL a CPU-hoz és USB-hez.
- IC tokozás: LQFP80, LQFP144, TFBGA180, LQFP208, TFBGA208
- működési feszültségtartománya 2,4–3,6 volt

## LPC3000 sorozat
Az LPC3xxx sorozat az ARM926EJ-S magot használja, és a Nexperia egylapkás rendszer (SoC) platformon alapul. Ez volt az első 90 nm-es ARM9 MCU processzorcsalád.

### LPC3200
Az LPC3200 sorozat az ARM926EJ-S processzormagon alapul.

### LPC3100
Az LPC3100 sorozat az ARM926EJ-S processzormagon alapul. Az LPC3154-et az NXP az LPC-Link debugger megvalósítására használja az összes LPCXpresso kártyán. Az LPC3180 mag maximálisan 208 MHz-es órajelen működik, és interfészekkel rendelkezik SDRAM, teljes sebességű USB 2.0, NAND flash, Secure Digital (SD) kártyák és I²C soros sín számára.

## LPC2000 sorozat
Az LPC2000 egy 1,8 voltos ARM7TDMI-S magon alapuló, max. 80 MHz-en működő sorozat, amely számos perifériával van ellátva, melyek között találhatók soros interfészek, 10 bites ADC/DAC átalakítók, időzítők, rögzítés-összehasonlítás timerfunkció, PWM, USB interfész, és külső sín opciók. A flashmemória 32 KiB-tól 512 KiB-ig, a RAM mérete 4 KiB-tól 96 KiB-ig terjedhet.
Az NXP-nek van két kapcsolódó sorozata, amely nem használja az LPC nevet, az LH7 sorozat, amely az ARM7TDMI-S és ARM720T magokon alapul, és az LH7A sorozat, ami pedig az ARM9TDMI magon.

### LPC2900
Az LPC2900 sorozat az ARM968E-S processzormagon alapul.

### LPC2400
Az LPC2400 sorozat az ARM7TDMI-S processzormagon alapul.

### LPC2300
Az LPC2300 sorozat az ARM7TDMI-S processzormagon alapul. Az LPC2364/66/68 és az LPC2378 teljes sebességű USB 2.0 eszközök két CAN interfésszel és 10/100 Ethernet MAC-val LQFP100 és LQFP144 tokozásban. Többfajta periféria is támogatott, beleértve egy 10 bites 8 csatornás ADC-t (analóg-digitális átalakítót) és egy 10 bites DAC-t.

### LPC2200
Az LPC2200 sorozat az ARM7TDMI-S processzormagon alapul.

### LPC2100
Az LPC2100 sorozat az ARM7TDMI-S processzormagon alapul. Az LPC2141, LPC2142, LPC2144, LPC2146 és LPC2148 teljes sebességű USB 2.0 eszközök LQFP64 kiszerelésben. Többféle perifériát támogat, beleértve egy vagy két 10 bites ADC-t és egy opcionális 10 bites DAC-t.

## LPC1000 sorozat

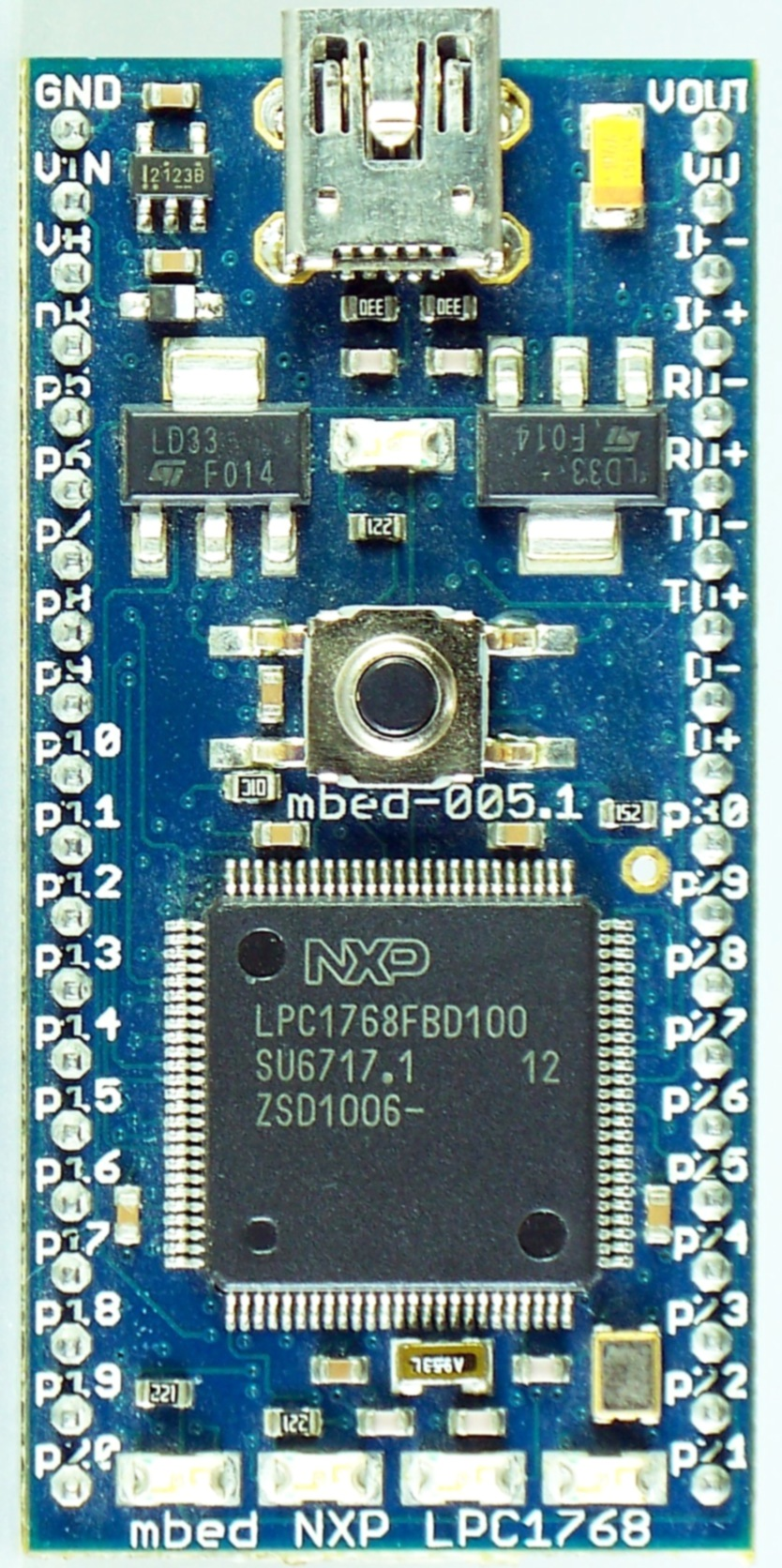
mbed gyors prototípusfejlesztő panel NXP LPC1768-cal

Az NXP LPC1000 család hat mikrovezérlő-sorozatból áll: LPC1800, LPC1700, LPC1500, LPC1300, LPC1200, LPC1100. Az LPC1800, LPC1700, LPC1500 és LPC1300 sorozatok az ARM Cortex-M3 processzormag köré épülnek. Az LPC1200 és LPC1100 sorozatok a Cortex-M0 processzormagon alapulnak.

### LPC1800
Az NXP LPC1800 sorozat az ARM Cortex-M3 magon alapul. Az LPC1850 kivezetéskompatibilis az LPC4350 alkatrészekkel. A rendelkezésre álló tokozások a TBGA100, LQFP144, BGA180, LQFP208 és BGA256. Az LPC4330-Xplorer fejlesztőkártyát az NXP forgalmazza.
Az Apple M7 és M8 mozgásérzékelő társprocesszor csipek valószínűleg az LPC1800 sorozaton alapulnak, mint például az LPC18A1 és LPC18B1.

### LPC1700
Az NXP LPC1700 sorozat az ARM Cortex-M3 magon alapul. Az LPC178x kivezetéskompatibilis az LPC408x alkatrészekkel. A rendelkezésre álló kiszerelések az LQFP80, LQFP100, TFBGA100, LQFP144, TFBGA180, LQFP208 és TFBGA208. Az LPC1769-LPCXpresso fejlesztőkártya beszerezhető az NXP-től. Az mbed LPC1768 panel szintén elérhető. Az LPC1788 alapú EmCrafts LPC-LNX-EVB próba- és fejlesztőpanelhez μClinux operációs rendszer is rendelkezésre áll.

### LPC1500
Az NXP LPC1500 sorozat az ARM Cortex-M3 magon alapul. Az elérhető kiszerelések az LQFP48, LQFP64 és LQFP100. Az LPC1549-LPCXpresso fejlesztőkártyát az NXP forgalmazza, motorvezérlő készlettel együtt.

### LPC1300
Az NXP LPC1300 sorozat az ARM Cortex-M3 magon alapul. Az elérhető kiszerelések a HVQFN33, LQFP48 és LQFP64. Az LPC1343-LPCXpresso és LPC1347-LPCXpresso fejlesztőkártya az NXP-től kaphatók.

### LPC1200
Az NXP LPC1200 család az ARM Cortex-M0 magon alapul. 2 sorozatból áll: LPC1200 és LPC12D00.
Az elérhető kiszerelések az LQFP48, LQFP64 és LQFP100.
Az LPC1227-LPCXpresso fejlesztőkártyát az NXP forgalmazza.

### LPC1100
Az NXP LPC1100 család az ARM Cortex-M0 magon alapul. 8 sorozatból áll: LPC1100 Miniature, LPC1100(X)L, LPC1100LV, LPC11A00, LPC11C00, LPC11D00, LPC11E00 és LPC11U00. A sorozat nagy konkurenciát képzett a 8 bites mikrovezérlőkkel szemben. Feldolgozási teljesítménye messze meghaladja a 8 bites konkurens kialakítások képességeit, a kódsűrűség és fogyasztás terén is felveszi a versenyt, a kapcsolati lehetőségek és az egyszerű fejlesztés terén pedig egyértelmű előnye van.

#### LPC1100 Miniature
Az LPC1100 sorozat elsősorban az ultra kicsi „lábnyomot”, azaz fizikai méreteket célozza meg. A kapható kiszerelése WLCSP16 (2,17 × 2,32 mm). A megfelelő LPC1104-LPCXpresso fejlesztőkártya elérhető az NXP-től.

#### LPC1100(X)L
Az LPC1100(X)L sorozat három alsorozatból áll: LPC111x, LPC111xL és LPC111xXL. Az LPC111xL és LPC111xXL tartalmazzák a teljesítményprofilokat, az időablakos watchdog időzítőt, és egy konfigurálható nyitott kollektoros (open-drain) módot. Az LPC1110XL a készlethez hozzáad egy nem maszkolható megszakítást (NMI) és törlési funkciót a belső flash a 256 bájtos lapjaihoz. Az LPC1114-LPCXpresso és LPC1115-LPCXpresso fejlesztőkártya az NXP-től kaphatók. A sorozatok tuladonságainak áttekintése:
- Mag:
  - ARM Cortex-M0 mag 50 MHz maximális órajelen
  - 24 bites SysTick időzítőt tartalmaz
  - A debug interfész SWD, négy törésponttal és két figyelőponttal. A JTAG hibakeresés nem támogatott.
- Memória:
  - statikus RAM méret: 1 / 2 / 4 / 8 KiB, általános célú
  - Flashmemória: 4 / 8 / 16 / 24 / 32 / 64 KiB méretű, általános célú
  - ROM bootloader
  - Minden csip gyárilag programozott 128 bites egyedi eszközazonosító számmal rendelkezik.
- Perifériák:
  - Az LPC111x-ben van egy UART, egy I²C soros sín, egy vagy két SPI sín, két 16 bites időzítő, két 32 bites időzítő, watchdog időzítő, öt–nyolc multiplexelt 10 bites ADC (analóg-digitális átalakító), és 14–42 GPIO (!).
    - Az I²C támogatja a standard módú (100 kHz) / gyors módú (400 kHz) / gyors+ módú (fast-mode Plus) (1 MHz) sebességeket, a master / slave / snooping módokat, és több slave címet.

  - Az LPC111xL az LPC111x jellemzőiből áll, plusz alacsony fogyasztási profil aktív és alvó üzemmódban, belső pull-up ellenállások a lábak teljes VDD szintre való felhúzásához, programozható pszeudo open-drain üzemmód a GPIO érintkezőknek, ablakos watchdog időzítőre frissítve órajelforrás szinkronizációs képességgel.
  - Az LPC111xXL tartalmazza az LPC1110L jellemzőit, plusz flash laptörlés alkalmazáson belüli programozási (IAP) funkciót, időzítők / UART / SSP perifériák több csatlakozón való elérhetőségét, minden időzítőhöz egy hozáadott „capture” rögzítési funkcióval, capture-clear funkcióval a 16 és 32 bites időzítőkön az impulzusszélesség-méréshez.
- oszcillátorok: opcionális külső 1–25 MHz-es kristály vagy oszcillátor, belső 12 MHz-es oszcillátor, belső programozható 9,3 kHz–2,3 MHz közötti watchdog oszcillátor, és egy belső PLL a CPU-nak.
- IC tokozás:
  - LPC111x és LPC111xXL HVQFN-ban33, LQFP48.
  - LPC111xL SO20-ban, TSSOP20, TSSOP28, DIP28 tokozás (0,6 inch széles), HVQFN24, HVQFN33, LQFP48. Az NXP az egyetlen gyártó, amely ARM Cortex-M magokat szállít DIP kiszerelésben.
- működési feszültségtartománya 1,8–3,6 volt

#### LPC1100LV
Az LPC1100LV sorozat elsősorban a alacsony, 1,65–1,95 volt közötti üzemi feszültségtartományt célozza meg. I²C átvitele 400 kHz-re van korlátozva. Rendelkezésre áll kétféle tápellátási lehetőséggel: Egy 1,8 voltos egyetlen tápellátású (WLCSP25 és HVQFN24 kiszerelésben), vagy 1,8 volt (mag) / 3,3 volt (IO/analóg) kettős tápellátással, 5 voltos toleráns I/O-val (HVQFN33 tokozásban). WLCSP25 (2,17 × 2,32 mm), HVQFN24 és HVQFN33 tokokban hozzáférhető.

#### LPC11A00
Az LPC11A00 sorozat elsősorban analóg funkciókat céloz meg, mint például: 10 bites ADC, 10 bites DAC, analóg komparátorok, analóg feszültségreferencia, hőmérsékletérzékelő, EEPROM memória. WLCSP20 (2,5 × 2,5 mm), HVQFN33 (5 mm x 5 mm), HVQFN33 (7 mm x 7 mm), LQFP48 tokokban elérhető.

#### LPC11C00
Az LPC11C00 sorozat elsősorban a CAN busz funkcióit célozza, mint például: egy MCAN vezérlő, és az LPC11C22 és LPC11C24 alkatrészek tartalmaznak egy lapkára integrált nagy sebességű CAN adó-vevőt. A kapható kiszerelése LQFP48. Az LPC11C24-LPCXpresso fejlesztőkártya elérhető az NXP-től.

#### LPC11D00
Az LPC11D00 sorozat elsősorban a #:mit# célozza LCD kijelző funkciókat, mint például: 4 x 40 szegmenses LCD-meghajtó. A kapható kiszerelése LQFP100.

#### LPC11E00
Az LPC11E00 sorozat elsősorban az EEPROM memóriát és Intelligens kártya funkciókat célozza.

#### LPC11U00
Az LPC11U00 sorozat elsősorban az USB körüli funkciókat célozza, mint például: USB 2.0 teljes sebességű vezérlő. Ez az első Cortex-M0 ROM-ba integrált meghajtókkal. Ez a sorozat kivezetés-kompatibilis az LPC134x sorozattal. Az LPC11U14-LPCXpresso fejlesztőkártya elérhető az NXP-től. Az mbed LPC11U24 kártya szintén elérhető.

## LPC800 sorozat

### LPC800
Az NXP LPC800 mikrovezérlő család az Cortex-M0+ ARM processzormagon alapul. Egyedi jellemzői közé tartozik egy pin switch mátrix, konfigurálható állapotú időzítő, órajel nélküli ébresztésvezérlő, egyciklusos GPIO, és a DIP8 tokozás. Az LPC812-LPCXpresso fejlesztőkártya elérhető az NXP-től. A sorozat összefoglalója a következő:
- Mag:
  - ARM Cortex-M0+ mag 30 MHz maximális órajellel
  - Tartalmaz egy egyciklusos 32x32 bites szorzót, 24 bites SysTick timert, rendelkezik vektortábla-relokációval, teljes NVIC-vel (Nested Vectored Interrupt Controller, beágyazott vektoros megszakításvezérlő) 32 megszakítással és négy prioritási szintű, egyciklusú GPIO-val.
  - Nem tartalmaz memóriavédelmi egységet (MPU), sem ébresztő-megszakításvezérlőt (WIC). Ehelyett az NXP saját órajel nélküli ébresztésvezérlőt adott hozzá az energiafelhasználás csökkentése érdekében.
  - A hibakeresési interfész SWD négy törésponttal, két figyelőponttal, 1 KiB Micro Trace Buffer (MTB) tárral. A JTAG hibakeresés nem támogatott.
- Memória:
  - Statikus RAM méret: 1 / 2 / 4 KiB általános célú
  - Flashmemória méret: 4 / 8 / 16 KiB általános célú, nulla várakozási állapotú 20 MHz órajelig, egy várakozási állapottal 30 MHz maximális órajelig
  - ROM mérete 8 KiB, ami bootloadert tartalmaz, USART-ról történő opcionális indítással. A ROM tartalmaz API-t is a USART kommunikáció, I²C kommunikáció, flash-programozás, rendszeren belüli programozás, és energiaprofil programozásához.
  - Minden csip gyárilag programozott 128 bites egyedi eszközazonosító számmal rendelkezik.
- Perifériák:
  - Egy–három USART, egy I²C soros sín, egy vagy két SPI sín, egy analóg komparátor, négy megszakítási időzítő, konfigurálható állapotú időzítő, ébresztési időzítő, ablakos watchdog (időfigyelő) időzítő, 6–18 egyciklusú GPIO, ciklikus redundancia-ellenőrzés (CRC) számítóegység, pin switch mátrix, négy alacsony fogyasztású üzemmód, feszültségesés-detektálás.
  - Az I²C támogatja a standard módú (100 kHz) / gyors módú (400 kHz) / gyors+ módú (1 MHz) sebességeket, master / slave / snooping módokat, több slave címet.
- oszcillátorok: opcionális külső 1–25 MHz-es kristály vagy oszcillátor, belső 12 MHz-es oszcillátor, belső programozható 9,3 kHz–2,3 MHz közötti watchdog oszcillátor, és egy belső PLL a CPU számára.
- IC tokozás: DIP8 (0,3 inch széles), TSSOP16, TSSOP20, SO20. Az NXP egyedi DIP kiszerelésű ARM Cortex-M kínálatának része.
- működési feszültségtartománya 1,8–3,6 volt

## Legacy sorozat

### LPC900
Az LPC900 sorozat 8 bites 80C51 processzormagra épülő örökölt (korábbi generációs) eszközöket tartalmaz.

### LPC700
Az LPC700 sorozat 8 bites 80C51 processzormagra épülő örökölt (korábbi generációs) eszközöket tartalmaz.

## Fejlesztőkártyák

### LPCXpresso kártyák

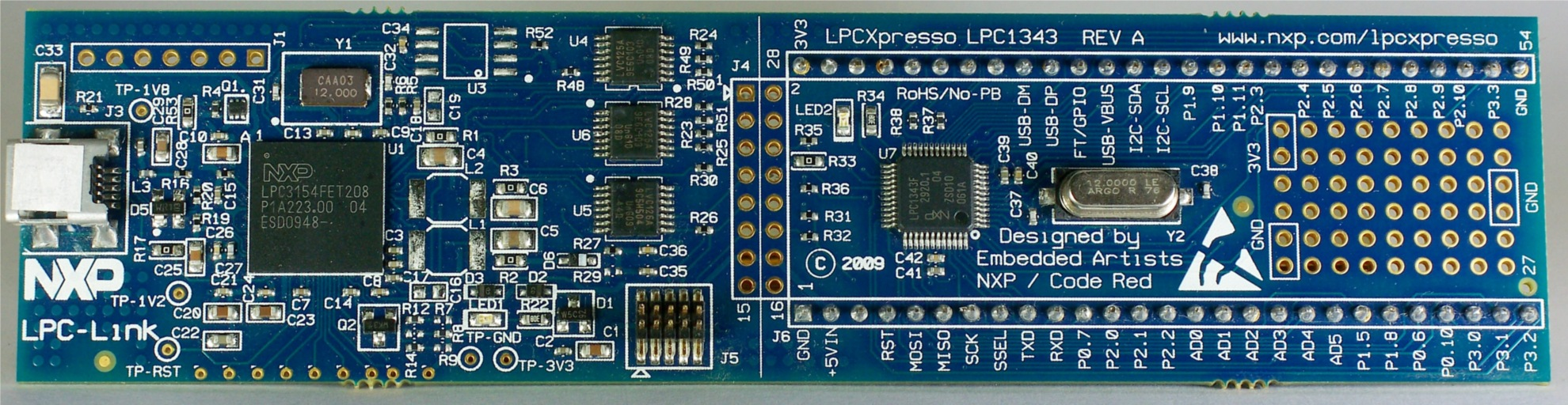
LPC1343 LPCXpresso fejlesztőkártya. Bal oldalon az LPC-LINK SWD debugger, középen látható a J4 csatlakozó, ettől jobbra a cél LPC1343 csip

Az LPCXpresso kártyákat az NXP értékesíti, hogy gyors és egyszerű módot biztosítson a mérnökök és fejlesztők számára a mikrovezérlő csipek kiértékelésére. Az LPCXpresso kártyákat közösen fejlesztette az NXP, a Code Red Technologies, és az Embedded Artists cégek.
Minden LPCXpresso kártya a következő közös jellemzőkkel rendelkezik:
- Kártyára szerelt LPC-LINK programozáshoz és hibakereséshez MiniUSB csatlakozón keresztül.
- A kártya két különálló részre vágható: LPC-LINK kártya és cél-mikrovezérlő kártya.
- Tápellátás 5 V-tól USB-kábelen vagy 5 V-os külső tápegységen keresztül. Ha a kártyák külön vannak választva, akkor 3,3 V külső tápellátás szükséges a cél-mikrovezérlő kártyához.
- A cél-mikrovezérlő oldalán:
  - Felhasználói LED.
  - 12 MHz kristály.
  - Prototípusterület.
  - Lyukak a JTAG/SWD hibakereső csatlakoztatásához.
  - A DIP tokozás lábkiosztás-kompatibilis az mbed kártyákkal.

| A következő LPCXpresso kártyák léteznek: - LPC1769 LPCXpresso, p/n OM13000. - LPC1549 LPCXpresso, p/n OM13056. - LPC1347 LPCXpresso, p/n OM13045. - LPC1343 LPCXpresso, p/n OM11048. - LPC1227 LPCXpresso, p/n OM13008. - LPC11U68 LPCXpresso, p/n OM13065. - LPC11U14 LPCXpresso, p/n OM13014. - LPC11C24 LPCXpresso, p/n OM13012. - LPC1115 LPCXpresso, p/n OM13035. - LPC1114 LPCXpresso, p/n OM11049. - LPC1104 LPCXpresso, p/n OM13047. - LPC812 LPCXpresso, p/n OM13053. | A következő mbed kártyák léteznek: - mbed LPC1768 - mbed LPC11U24 A következő „BaseBoard” kártyák kompatibilisek az LPCXpresso és mbed kártyákkal: - NGX LPCXpresso BaseBoard, p/n OM13016, az NGX gyártmánya. - EA LPCXpresso BaseBoard, p/n OM11083, az Embedded Artists gyártmánya. |

## Fejlesztőeszközök

### LPC
Flash-programozás UART-on keresztül
Minden LPC mikrovezérlő rendelkezik ROM-ba integrált bootloaderrel (rendszerbetöltővel), amely támogatja a bináris kép betöltését a flash-memóriába egy vagy több periféria segítségével (családonként változó). Mivel minden LPC bootloader támogatja az UART perifériáról történő betöltést, és a legtöbb alaplapon UART csatlakozik az RS-232 soros porthoz vagy egy USB–UART adapter IC-hez, így ez egy univerzális módszer az LPC mikrovezérlők programozására. Néhány mikrovezérlő megköveteli, hogy a célkártyán legyen valamilyen mód a ROM-ba helyezett bootloaderből történő rendszerindítás (boot) engedélyezésére és letiltására (jumper / kapcsoló / gomb formájában, ha van). Néhány programozó alkalmazás:
- lpc21isp[102] – egy többplatformos nyílt-forráskódú eszköz az LPC mikrovezérlők UART-on keresztül történő flashelésére.
- Flash Magic[103] – egy kereskedelmi program Windows és macOS rendszerekre, amellyel az LPC flash rendszeren belüli programozása végezhető annak UART-ján keresztül.
- nxp_isp_loader[104] – egy nyílt forráskódú eszköz LPC mikrovezérlők flasheléséhez UART-on keresztül.

Hibakeresési eszközök (JTAG / SWD)
- OpenOCD[105] – egy nyílt forráskódú szoftvercsomag a JTAG-hozzáféréshez, a legkülönfélébb hardveradapterek használatával.
- LPC-Link 2, az NXP-től – egy JTAG / SWD debug adapter, amely több firmware kiadással rendelkezik az elterjedt hibakereső adapter protokollok emulálásához, mint például: J-Link a Segger-től, CMSIS-DAP az ARM-től, Redlink az Code Red Technologiestől. Minden csatlakozó 1,27 mm (0.05-inch) osztású.[36][37]

## Dokumentáció
Az ARM chipek dokumentációjának mennyisége ijesztő, különösen a kezdők számára. Az elmúlt évtizedek mikrokontrollereinek dokumentációja könnyen összefogható lenne egyetlen dokumentumban, de a csipek fejlődésével együtt nőtt a dokumentáció mennyisége is. A teljes dokumentáció különösen nehezen áttekinthető az összes ARM chip esetében, mivel az IC gyártó (NXP Semiconductors) és a CPU mag szállítójának (Arm Holdings) dokumentumaiból áll.
Egy tipikus felülről lefelé haladó dokumentációs fa a következő: a gyártó weboldala, a gyártó marketing fóliái, gyártói adatlap a pontos fizikai chiphez, a gyártó részletes referenciakézikönyve, amely leírja a fizikai chipcsalád általános perifériáit és aspektusait, ARM mag általános felhasználói kézikönyv, ARM mag műszaki referenciakézikönyv, ARM architektúra referencia kézikönyv, amely leírja az utasításkészlet(ek)et.
NXP dokumentációs fa (fentről lefelé)
1. NXP honlap
2. NXP marketing fóliák
3. NXP adatlap
4. NXP referenciakézikönyv
5. ARM mag honlap
6. ARM mag általános felhasználói kézikönyv
7. ARM mag műszaki referenciakézikönyv
8. ARM architektúra referenciakézikönyv

Az NXP további dokumentumokkal is rendelkezik, mint például: fejlesztőpanelek felhasználói kézikönyvei, alkalmazási megjegyzések, kezdeti útmutatók, szoftverkönyvtár-dokumentáció, hibajegyzékek és egyebek. Lásd a További információk részben a hivatalos NXP és ARM dokumentumokra mutató hivatkozásokat.

## Fordítás
Ez a szócikk részben vagy egészben  a   NXP LPC című angol Wikipédia-szócikk ezen változatának fordításán alapul.  Az eredeti cikk szerkesztőit annak laptörténete sorolja fel. Ez a jelzés csupán a megfogalmazás eredetét és a szerzői jogokat jelzi, nem szolgál a cikkben szereplő információk forrásmegjelöléseként.